# I-31 (tàu ngầm Nhật)
I-31 là một tàu ngầm tuần dương lớp Type-B (巡潜乙型潜水艦 Junsen Otsu-gata sensuikan) được Hải quân Đế quốc Nhật Bản chế tạo trong giai đoạn ngay trước Chiến tranh Thế giới thứ hai. Nhập biên chế năm 1942, nó đã tham gia Chiến dịch Guadalcanal cho đến đầu năm 1943, khi nó chuyển sang hoạt động trong Chiến dịch quần đảo Aleut, nơi nó bị các tàu khu trục Hoa Kỳ USS Edwards, USS Frazier và USS Farragut đánh chìm gần đảo Attu vào ngày 13 tháng 5, 1943.

## Thiết kế và chế tạo

### Thiết kế
Tàu ngầm Type B được cải tiến từ phân lớp KD6 của lớp tàu ngầm Kaidai dẫn trước, và được trang bị một thủy phi cơ nhằm tăng cường khả năng trinh sát. Chúng có trọng lượng choán nước 2.631 tấn (2.589 tấn Anh) khi nổi và 3.713 tấn (3.654 tấn Anh) khi lặn, lườn tàu có chiều dài 108,7 m (356 ft 8 in), mạn tàu rộng 9,3 m (30 ft 6 in) và mớn nước sâu 5,1 m (16 ft 9 in). Con tàu có thể lặn sâu đến 100 m (328 ft), và có một thủy thủ đoàn đầy đủ bao gồm 94 sĩ quan và thủy thủ.
Type B1 trang bị hai động cơ diesel Kampon Mk.2 Model 10 công suất 6.200 mã lực phanh (4.623 kW), mỗi chiếc vận hành một trục chân vịt. Khi lặn, mỗi trục được vận hành bởi một động cơ điện công suất 1.000 mã lực (746 kW). Khi di chuyển trên mặt nước nó đạt tốc độ tối đa 23,6 hải lý trên giờ (43,7 km/h; 27,2 mph) và 8 hải lý trên giờ (15 km/h; 9,2 mph) khi lặn dưới nước, tầm xa hoạt động của Type B1 là 14.000 hải lý (26.000 km; 16.000 mi) ở tốc độ 16 hải lý trên giờ (30 km/h; 18 mph), và có thể lặn xa 96 nmi (178 km; 110 mi) ở tốc độ 3 hải lý trên giờ (5,6 km/h; 3,5 mph).
Những chiếc Type B1 có sáu ống phóng ngư lôi 53,3 cm (21,0 in), tất cả được bố trí trước mũi, và mang theo tổng cộng 17 quả ngư lôi Kiểu 95. Vũ khí trên boong tàu bao gồm khẩu hải pháo 14 cm (5,5 in), và hai pháo phòng không 25 mm Type 96. Hầm chứa máy bay được tích hợp vào tháp chỉ huy và hướng ra phía trước. Máy phóng máy bay được bố trí hướng ra phía trước, trong khi khẩu hải pháo trên boong đặt phía sau. Cách sắp xếp này giúp chiếc thủy phi cơ Yokosuka E14Y tận dụng tốc độ hướng ra trước của con tàu khi được phóng lên.

### Chế tạo
I-31 được đặt lườn như là chiếc Tàu ngầm số 144 tại Xưởng vũ khí Hải quân Yokosuka ở Yokosuka vào ngày 6 tháng 12, 1939. Nó được đổi tên thành I-37 đồng thời được hạ thủy vào ngày 13 tháng 3, 1941, rồi đổi tên thành I-31 vào ngày 1 tháng 11, 1941. Con tàu hoàn tất và nhập biên chế vào ngày 30 tháng 5, 1942, dưới quyền chỉ huy của Thiếu tá Hải quân Inoue Noritsune.

## Lịch sử hoạt động
Ngay khi nhập biên chế, I-31 được phối thuộc cùng Quân khu Hải quân Kure. Vào ngày 30 tháng 5, 1942, nó cùng các tàu ngầm chị em I-32 và I-33 gia nhập Đội tàu ngầm 15, thuộc Hải đội Tàu ngầm 1, trực thuộc Đệ Lục hạm đội.

### Chiến dịch Guadalcanal
Sau khi lực lượng Đồng Minh đổ bộ lên Guadalcanal, I-31 khởi hành từ Kure vào ngày 15 tháng 8 cho chuyến tuần tra đầu tiên trong chiến tranh tại khu vực này, mang theo một thủy phi cơ Yokosuka E14Y. Nó phát hiện tàu đối phương vào ngày 25 tháng 8, tại vị trí 175 mi (282 km) về phía Đông Nam San Cristóbal nhưng không thể tấn công, và sau đó gặp trục trặc hệ thống thủy lực nên buộc phải quay trở về Truk để sửa chữa.
I-31 rời Truk vào ngày 6 tháng 9 cho chuyến tuần tra tuần tra tiếp theo, trinh sát các căn cứ thủy phi cơ Đồng Minh tại các đảo Ndeni và Vanikoro. Sau khi chiếc E14Y của nó phát hiện nhiều thủy phi cơ PBY Catalina cùng hai tàu tiếp liệu thủy phi cơ USS Ballard và USS Mackinac trong vịnh Graciosa thuộc quần đảo Santa Cruz vào ngày 11 tháng 9, I-31 xâm nhập khu vực neo đậu lúc nữa đêm, bắn phá máy bay đối phương bằng hải pháo trước khi rút lui. Hai chiếc PBY Catalina đã bị hư hại nặng, và căn cứ thủy phi cơ tại Ndeni sau đó phải được chuyển về Espiritu Santo. I-31 quay trở về Truk vào ngày 6 tháng 10.
Khởi hành từ Truk vào ngày 14 tháng 10 cho chuyến tuần tra thứ ba, I-31 tiếp tục hoạt động tại khu vực Guadacanal. Thủy phi cơ của nó đã trinh sát cảng Suva, Fiji vào ngày 4 tháng 11; và Pago Pago, Samoa thuộc Mỹ vào ngày 11 tháng 11. Nó đi đến đảo Shortland vào ngày 20 tháng 11, chất lên tàu 30 tấn đạn dược và lương thực, rồi lên đường vào ngày 25 tháng 11 cho chuyến đi tiếp liệu cho lực lượng đồn trú tại Guadalcanal. I-31 đi đến ngoài khơi vịnh Kamimbo, Guadalcanal hai ngày sau đó để chất dỡ hàng hóa rồi quay trở lại Shortland, rồi về đến Truk vào ngày 2 tháng 12.
Sau khi chất lên tàu 15 tấn lương thực trong các thùng cao su, I-31 rời Truk vào ngày 22 tháng 12 cho chuyến đi tiếp liệu đến Guadacanal thứ hai ngang qua đảo Shortland. Nó chất dỡ hàng hóa tại vịnh Kamimbo vào ngày 27 tháng 12 rồi quay trở lại Shortland. Trên đường đi vào ngày hôm sau, tại vị trí 50 mi (80 km) về phía Đông Nam đảo Mono thuộc quần đảo Treasury, nó phóng ngư lôi tấn công một tàu ngầm đang đi trên mặt nước, nhưng không trúng đích. Về đến Truk vào ngày 4 tháng 1, 1943, I-31 được lệnh quay trở về Nhật Bản để đại tu, đi đến Kure vào ngày 13 tháng 1.

### Chiến dịch quần đảo Aleut
Đang khi được sửa chữa, I-31 được phối thuộc cùng Lực lượng phương Bắc từ ngày 1 tháng 2, rồi khởi hành từ Kure vào ngày 25 tháng 2 để đặt căn cứ tại Paramushiro thuộc quần đảo Kuril với nhiệm vụ tiếp tế cho lực lượng trên các đảo Attu và Kiska thuộc quần đảo Aleut. Nó thực hiện chuyến đi tiếp liệu đầu tiên đến Attu vào đầu tháng 3, rồi đi đến Kiska vào ngày 12 tháng 3 trước khi lập tức quay trở lại Paramushiro, đến nơi sáu ngày sau đó. Sau khi được tiếp nhiên liệu từ chiếc Teiyo Maru vào ngày 20 tháng 3, I-31 lên đường hai ngày sau đó cho chuyến tuần tra thứ tư tại khu vực 10 mi (16 km) về phía Nam đảo Agattu. Nó đi đến Attu vào ngày 1 tháng 4 để chất dỡ đạn dược, rồi tiếp tục đi đến Kiska ba ngày sau đó để tiếp liệu, rồi về đến Paramushiro vào ngày 9 tháng 4.
I-31 lại có chuyến đi khứ hồi giữa Paramushiro và Attu từ ngày 14 đến ngày 20 tháng 4, với hành khách trên tàu là Đại tá Hải quân Yamasaki Yasuyo, Tư lệnh Lực lượng Phòng vệ biển phía Bắc cùng ban tham mưu của ông. Chuyến đi tiếp liệu tiếp theo khứ hồi giữa Paramushiro và Kiska diễn ra từ ngày 22 đến ngày 30 tháng 4. Chiếc tàu ngầm lại rời Paramushiro vào ngày 7 tháng 5, vận chuyển tiếp liệu đến Attu vào ngày 9 tháng 5 và đến Kiska hai ngày sau đó. Tuy nhiên từ ngày 11 tháng 5, lực lượng Đồng Minh bắt đầu phản công tại khu vực Bắc Thái Bình Dương, khi Lực lượng Đặc nhiệm 16 dưới quyền Chuẩn đô đốc Thomas C. Kinkaid cho đổ bộ các sư đoàn 4 và 7 nhằm tái chiếm đảo Attu thuộc quần đảo Aleut. Do đó sau khi hoàn tất chất dỡ hàng hóa tại Kiska, I-31 được lệnh quay trở lại khu vực Attu tấn công lực lượng đặc nhiệm hải quân đối phương.

### Bị mất
Vào ngày 12 tháng 5, ở vị trí khoảng 8 mi (13 km) về phía Đông Bắc vịnh Holtz, Attu, I-31 phóng ngư lôi tấn công thiết giáp hạm USS Pennsylvania cùng tàu tuần dương hạng nhẹ USS Santa Fe. Được một thủy phi cơ PBY Catalina tuần tra chống tàu ngầm cảnh báo, Pennsylvania đổi hướng và né tránh được. Tàu khu trục USS Phelps, trong thành phần hộ tống cho Pennsylvania, được phái đi trinh sát tại địa điểm được chiếc Catalina phát hiện và đánh dấu. Phelps dò được tín hiệu sonar nên đã tấn công với hai quả mìn sâu lúc 19 giờ 39 phút, nhưng sau đó mất dấu mục tiêu.
Các tàu khu trục USS Edwards và USS Farragut được phái đi truy lùng tàu ngầm đối phương. Trong suốt mười giờ, họ đã càn quét bằng sonar và thả mìn sâu tấn công. Cuối cùng sang ngày 13 tháng 5, I-31 buộc phải trồi lên mặt nước ở vị trí khoảng 5 mi (8,0 km) về phía Đông Bắc vịnh Holtz, nơi nó bị Edwards và USS Frazier đánh chìm bằng hải pháo tại tọa độ 52°08′B 177°38′Đ / 52,133°B 177,633°Đ. Một mảng dầu loang lớn trồi lên mặt nước sau đó, lan rộng đến năm dặm vuông.
Đến ngày 14 tháng 5, 1943, Hải quân Nhật Bản công bố I-31 có thể đã bị mất tại khu vực quần đảo Aleut với tổn thất toàn bộ 95 người trên tàu. Tên nó được cho rút khỏi đăng bạ hải quân vào ngày 1 tháng 8, 1943.